# Xã Collyer, Quận Trego, Kansas
Xã Collyer (tiếng Anh: Collyer Township) là một xã thuộc quận Trego, tiểu bang Kansas, Hoa Kỳ. Năm 2010, dân số của xã này là 312 người.